# Péhékanhouébli
Péhékanhouébli  est une localité de l'ouest de la Côte d'Ivoire et appartenant au département de Toulepleu, Région du Moyen Cavally. La localité de Péhékanhouébli est un chef-lieu de commune.